# Систем имена домена
 (енгл. Domain name system) је, у основи, систем који претвара имена рачунара (hostnames) у ИП адресе.
DNS такође обезбеђује податке и о серверима електронске поште на домену (MX), почетном DNS серверу (SOA) и друге.
DNS је заснован на хијерархијском принципу и једна је од основних компоненти интернета.

## Пример
Када у свој браузер укуцате веб адресу http://sr.wikipedia.org/, ваш рачунар ће уз помоћ DNS сервера то име претворити у адресу 208.80.152.2, што је ИП адреса рачунара на којем се налази тај сајт.

## Типовиподатака
Најважнији типови података који се чувају у DNS--у јесу следећи:
- тип А — адреса - повезује име рачунара и његову адресу
- тип  — канонско име (енгл. Cannonical NAME) - повезује једно име рачунара (канонско име) са другим именом
- тип  — размена поште (енгл. Mail eXchange) - адреса сервера задуженог за електронску пошту
- тип  — почетни ауторитет (енгл. Start Of Authority) - адреса DNS сервера који је надлежан за домен

Постоје још и PTR, NS, AAAA, SRV, TXT, NAPTR, LOC и други мање значајни типови података.